# Trinquete de Mendillorri
El Trinquete de Mendillorri es un trinquete de Pelota vasca en el que se pueden disputar las modalidades de mano, xare, paleta cuero y paleta goma. Localizado en la localidad de Pamplona, provincia de Navarra (España). 
Fue construido en 2002 a fin de contar con un trinquete municipal para la localidad, dado que hasta la fecha los dos con los que contaba la ciudad pertenecían a dos club privados, Club de Tenis y Club Deportivo Oberena, así como para que fuera sede del Campeonato del Mundo de Pelota Vasca de 2002.
Se destina a cubrir las necesidades de desarrollo de entrenamientos y partidos de pelotaris y clubes pertenecientes a la Federación Navarra de Pelota. También se desarrollan en el mismo algunos programas deportivos municipales. Asimismo cuenta dentro de sus instalaciones con una pista polideportiva y una sala de musculación, amen como diversas dependencias administrativas y de servicios.